# Naha
Naha (那覇市, Naha-shi) é a capital da Prefeitura de Okinawa, a prefeitura mais ao sul do Japão.
No final de janeiro de 2018, a cidade tinha uma população estimada em 323.259 habitantes e uma densidade populacional de 8.169,29 habitantes/km². A área total é de 39,57 km².
Naha é uma cidade costeira da parte sul da Ilha Okinawa, a maior da Prefeitura de Okinawa, no Mar da China Oriental. A cidade moderna foi oficialmente fundada em 20 de maio de 1921. Antes disso, Naha foi por séculos um dos mais importantes e populosos locais de Okinawa.
Naha é o centro político, econômico e educacional da Prefeitura de Okinawa. Nos períodos medieval e moderno inicial, foi o centro comercial do Reino de Ryukyu.

## História

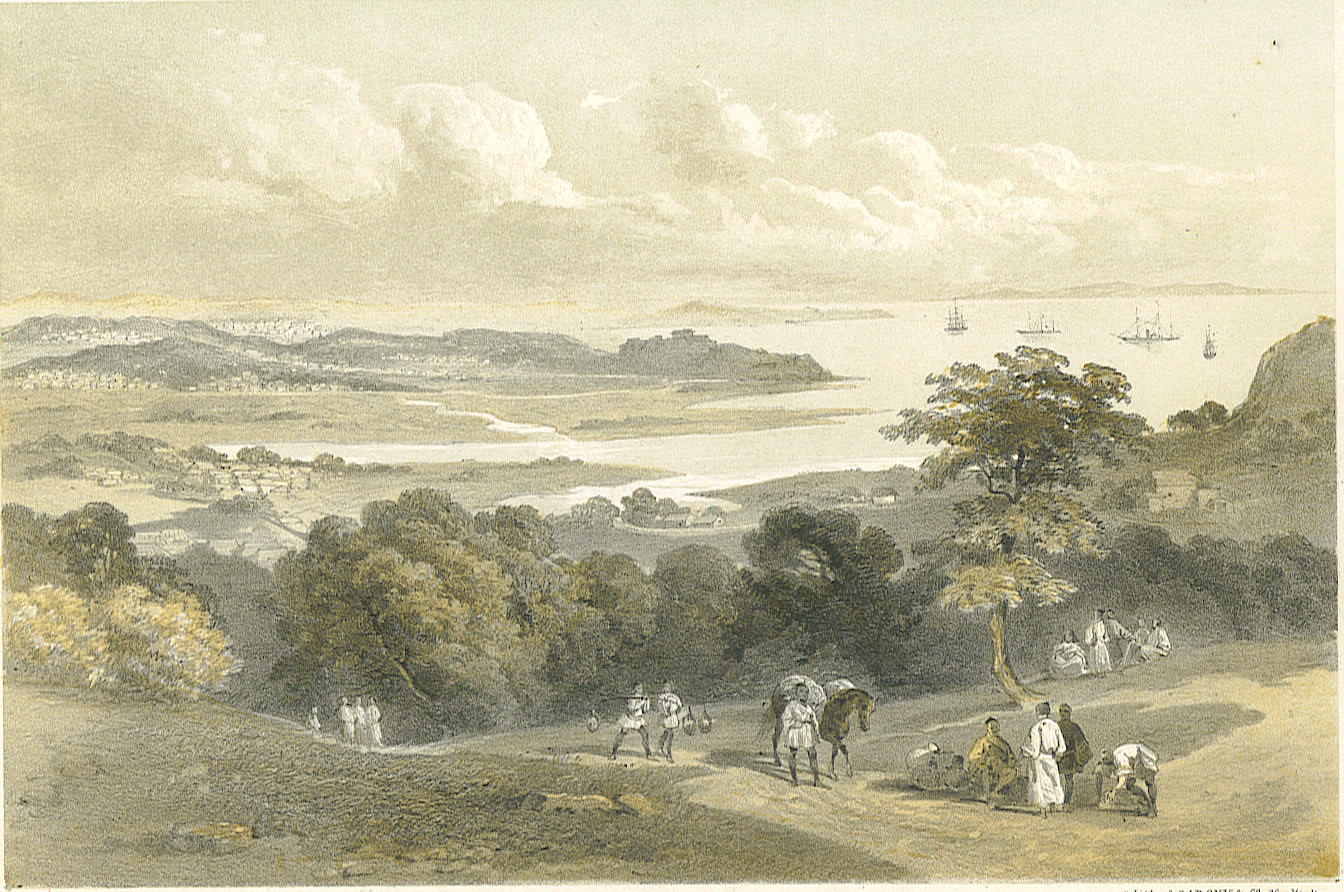
"Naha a partir da Vila Bambu" olhando para o litoral. Artista: Wilhelm Heine (litografia, 1856)

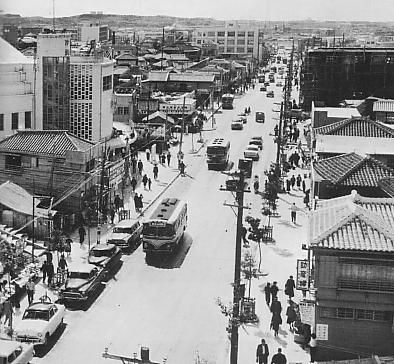
Kokusai Dori, Rua Principal Internacional em Naha, década de 1950

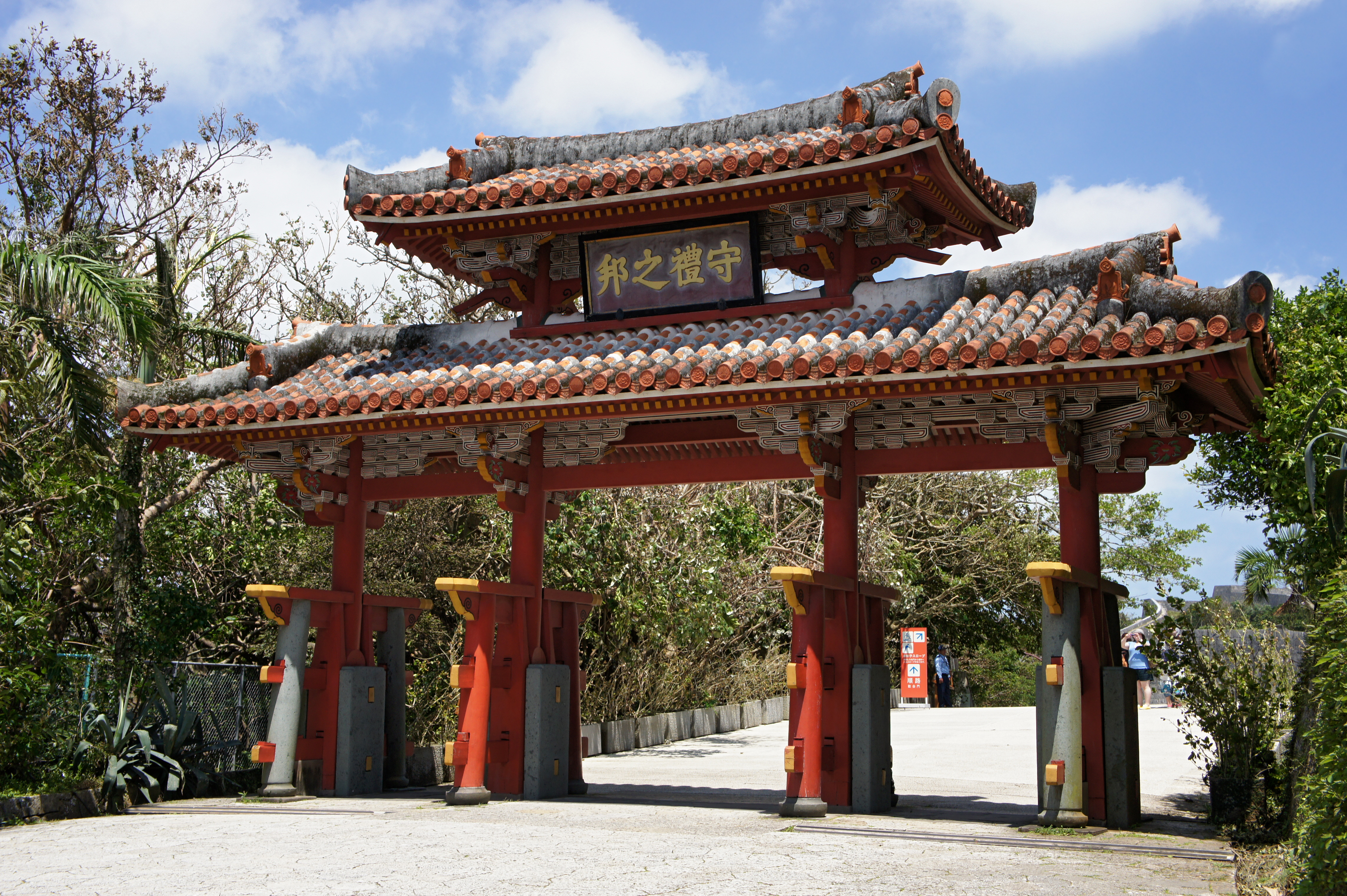
Shureimon em Naha

De acordo com o Irosetsuden, o nome de Naha vem de seu nome original, Naba, que é o nome de um grande pedra em forma de cogumelo na cidade. (Naba é uma palavra em Japonês Ocidental e Ryukyuan para cogumelo). Com o tempo, a pedra se desgastou e ficou enterrada, e a pronúncia e seu kanji mudaram gradualmente.
Em Naha, algumas relíquias arqueológicas da Idade da Pedra foram encontradas. Do Período Jōmon, antigas moedas chinesas foram encontradas. Cerâmicas encontradas por arqueólogos indicam que a área era um ponto de comércio com o Arquipélago Japonês e a Península Coreana pelo menos desde o século XI. Apesar de não haver registros de quando a área se tornou organizada como uma cidade portuária em funcionamento, ela já estava ativa na época da unificação do Reino de Ryukyu no início do século XV.
Apesar de hoje Naha ter crescido para incorporar a antiga capital real de Shuri, o centro intelectual de Kumemura, e outras cidadezinhas e vilas, no período do Reino Ryūkyū, era uma cidade bem menor, apenas uma cidade portuário, não um centro político.
A Naha medieval era em uma minúscula ilha chamada Ukishima, conectada à Ilha de Okinawa por uma estreita ponte chamada Chōkōtei (長虹堤 lit. "aterro do longo arco-íris") que lavava até Shuri. A principal área portuária para comércio internacional, a Naha propriamente dita, era dividida nos distritos Leste (東, higashi) e Oeste (西, nishi) e fica na parte sudoeste de Ukishima. Um grande mercado a céu aberto funcionava de frente para o centro de comércio do governo real, ou oyamise (親見世). Um grande número de templos e santuários Japoneses eram localizados ali, junto a uma residência e a embaixada, conhecida como Tenshikan (天使館), para oficiais Chineses visitantes. Dois fortes (Mie gusuku e Yarazamori gusuku) foram construídos estendendo-se pela entrada do porto para defendê-lo. Uma pequenina ilha dentro do porto tinha um armazém, Omono gusuku (御物グスク), usado para estocar bens de comércio.
Tomari (泊), na Ilha de Okinawa ao nordeste de Ukishima, servia como porto principal para o comércio dentro das Ilhas Ryūkyū. Os administradores de Tomari também eram responsáveis por coletar e administrar os tributos pagos ao reino pelas Ilhas Amami.
Tradicionalmente acredita-se que Kumemura foi fundada por 36 famílias Min enviadas à Ryūkyū pela Corte Imperial Chinesa Ming para ser habitada primariamente ou exclusivamente pelos descendentes desses colonos; o historiador Takashi Uezato afirma, entretanto, que devido a notoriedade de Naha nas redes comerciais internacionais marítimas, é bem provável que muitos outros chineses, principalmente de Fujian e outras áreas de comércio marítimo ao longo da costa sul da China, também se instalaram na região
Um templo Confuciano, presente do Imperador Kangxi, foi construído em Kumemura na década de 1670; o Meirindō, uma escola de ensinamento Confuciano chinês clássico, foi estabelecida em 1718. Seguindo sua destruição na Segunda Guerra Mundial, o Meirindō, templo Confuciano, e o santuários Tenpigū, Taoístas, foram reconstruídos no local do templo Tensonbyō ao norte de Kume, onde permanecem hoje como o templo Confuciano Shiseibyō.
O esquadrão expedicionário do comodoro Matthew C. Perry fez uma parada em Naha em sua viagem para Tóquio em 1853. As litografias preparadas a partir de desenhos feitos pelo artista oficial da expedição foram amplamente divulgadas. Essas imagens forneceriam a base para as impressões do século XIX sobre a geografia e as pessoas das ilhas Ryūkyū.
Após a substituição do Reino de Ryūkyū pelo Domínio Ryūkyū em 1872, Naha se tornou a capital. O Domínio Ryūkyū foi abolido em 1879 e o antigo Reino Ryūkyū chegou ao fim, sendo completamente anexado ao Japão como Prefeitura de Okinawa, com Naha permanecendo como capital. Shuri e outras municipalidades vizinhas foram absorvidas pela cidade.
Um decreto Imperial de julho de 1899 estabelece Naha como um porto aberto para comércio com os Estados Unidos e o Reino Unido.
Durante a Batalha de Okinawa na Segunda Guerra Mundial, Naha sofreu um dano extensivo por conta da luta. O centro inteiro da cidade teve de ser reconstruído.
Em 1 de abril de 2013, Naha se tornou uma cidade principal, uma categoria de cidades sob a Lei de Autonomia Local do Japão. É a primeira cidade principal na Prefeitura de Okinawa.

## Geografia

### Clima
Naha está entre o clima subtropical úmido (Köppen Cfa) e o clima equatorial (Köppen Af), com verões quentes e invernos suaves. A precipitação é abundante ao longo do ano; setembro é o mês mais úmido e dezembro o mês mais seco. Naha tem verões quentes e úmidos com julho e agosto sendo os meses mais quentes, excedendo uma média máxima de 31 °C. Os invernos são quentes, se comparados ao do resto do Japão, sendo os meses de janeiro e fevereiro os mais frios tendo uma temperatura máxima média de 19 °C à 20 °C e mínimas de 14 °C à 15 °C. A cidade recebe uma grande quantidade de chuva com uma média que ultrapassa 2000 mm por ano.
| Dados climáticos para Naha, Okinawa (1981-2010) | Dados climáticos para Naha, Okinawa (1981-2010) | Dados climáticos para Naha, Okinawa (1981-2010) | Dados climáticos para Naha, Okinawa (1981-2010) | Dados climáticos para Naha, Okinawa (1981-2010) | Dados climáticos para Naha, Okinawa (1981-2010) | Dados climáticos para Naha, Okinawa (1981-2010) | Dados climáticos para Naha, Okinawa (1981-2010) | Dados climáticos para Naha, Okinawa (1981-2010) | Dados climáticos para Naha, Okinawa (1981-2010) | Dados climáticos para Naha, Okinawa (1981-2010) | Dados climáticos para Naha, Okinawa (1981-2010) | Dados climáticos para Naha, Okinawa (1981-2010) | Dados climáticos para Naha, Okinawa (1981-2010) |
| Mês                                             | Jan                                             | Fev                                             | Mar                                             | Abr                                             | Mai                                             | Jun                                             | Jul                                             | Ago                                             | Set                                             | Out                                             | Nov                                             | Dez                                             | Ano                                             |
| ----------------------------------------------- | ----------------------------------------------- | ----------------------------------------------- | ----------------------------------------------- | ----------------------------------------------- | ----------------------------------------------- | ----------------------------------------------- | ----------------------------------------------- | ----------------------------------------------- | ----------------------------------------------- | ----------------------------------------------- | ----------------------------------------------- | ----------------------------------------------- | ----------------------------------------------- |
| Média alta °C (°F)                              | 19.5 (67.1)                                     | 19.8 (67.6)                                     | 21.7 (71.1)                                     | 24.1 (75.4)                                     | 26.7 (80.1)                                     | 29.4 (84.9)                                     | 31.8 (89.2)                                     | 31.5 (88.7)                                     | 30.4 (86.7)                                     | 27.9 (82.2)                                     | 24.6 (76.3)                                     | 21.2 (70.2)                                     | 25.7 (78.3)                                     |
| Média diária °C (°F)                            | 17.0 (62.6)                                     | 17.1 (62.8)                                     | 18.9 (66)                                       | 21.4 (70.5)                                     | 24.0 (75.2)                                     | 26.8 (80.2)                                     | 28.9 (84)                                       | 28.7 (83.7)                                     | 27.6 (81.7)                                     | 25.2 (77.4)                                     | 22.1 (71.8)                                     | 18.7 (65.7)                                     | 23.1 (73.6)                                     |
| Média baixa °C (°F)                             | 14.6 (58.3)                                     | 14.8 (58.6)                                     | 16.5 (61.7)                                     | 19.0 (66.2)                                     | 21.8 (71.2)                                     | 24.8 (76.6)                                     | 26.8 (80.2)                                     | 26.6 (79.9)                                     | 25.5 (77.9)                                     | 23.1 (73.6)                                     | 19.9 (67.8)                                     | 16.3 (61.3)                                     | 20.8 (69.4)                                     |
| Média precipitação mm (pol.)                    | 107.0 (4.213)                                   | 119.7 (4.713)                                   | 161.4 (6.354)                                   | 161.4 (6.354)                                   | 231.6 (9.118)                                   | 247.2 (9.732)                                   | 141.4 (5.567)                                   | 240.5 (9.469)                                   | 260.5 (10.256)                                  | 152.9 (6.02)                                    | 110.2 (4.339)                                   | 102.8 (4.047)                                   | 2 040,8 (80,346)                                |
| Média de dias de precipitação                   | 12.9                                            | 12.1                                            | 13.7                                            | 12.0                                            | 13.0                                            | 11.7                                            | 10.4                                            | 13.6                                            | 12.5                                            | 9.5                                             | 9.8                                             | 9.6                                             | 140.8                                           |
| Média umidade relativa (%)                      | 67                                              | 70                                              | 73                                              | 76                                              | 79                                              | 83                                              | 78                                              | 78                                              | 76                                              | 71                                              | 69                                              | 66                                              | 74                                              |
| Média mensal horas de sol                       | 94.2                                            | 87.1                                            | 108.3                                           | 123.8                                           | 145.8                                           | 163.6                                           | 238.8                                           | 215.0                                           | 188.9                                           | 169.6                                           | 123.0                                           | 115.6                                           | 1 774                                           |
| Fonte: JMA (1981-2010)                          |                                                 |                                                 |                                                 |                                                 |                                                 |                                                 |                                                 |                                                 |                                                 |                                                 |                                                 |                                                 |                                                 |

## Educação
Naha possui quatro universidades. Duas são administradas pela Prefeitura de Okinawa e as outras duas são privadas. A Universidade dos Ryukyus, a única universidade nacional na prefeitura, se localizava em Nara, no Castelo Shuri. Antes da restauração do castelo, a universidade se mudou para a cidade de Nishihara ao nordeste de Naha.
As shōgakkō e as chūgakkō são administradas pela Conselho de Educação da Cidade de Naha. As escolas de ensino médio são administradas pelo Conselho de Educação Prefeitural de Okinawa.

## Economia

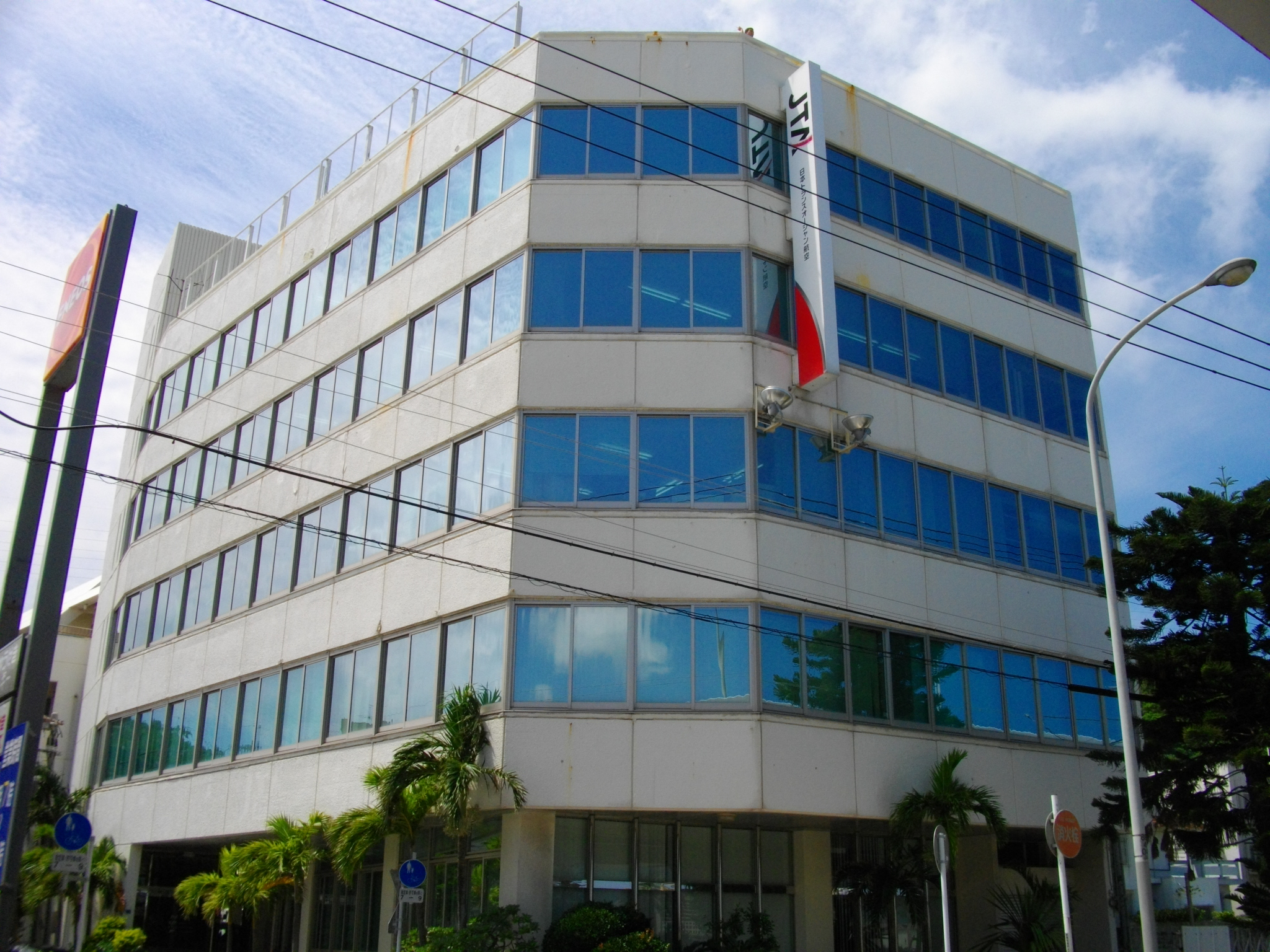
Sede da Japan Transocean Air

A economia de Naha é dominada pelo turismo, varejo e serviços industriais. Os maiores bancos de Okinawa, Bank of the Ryukyus, Bank of Okinawa e Okinawa Kaiho Bank, estão sediados em Naha. O Banco do Japão, Mizuho Bank, Shoko Chukin Bank e Japan Post Bank possuem filiais em Naha. As principais companhias de seguros internacionais também têm call centers com base na cidade.
O Aeroporto de Naha é o principal meio de transporte da região com o resto do Japão. A Japan Transocean Air e a Ryukyu Air Commuter, subsidiárias da Japan Airlines, estão sediadas em Naha.

## Criminalidade e segurança
Dois grupos da Yakuza, o Kyokuryu-kai e o Okinawa Kyokuryu-kai, estão sediados em Naha. O Okinawa Kyokuryu-kai é o maior grupo yakuza de Okinawa, seguido pelo Kyokuryu-kai.

## Cultura

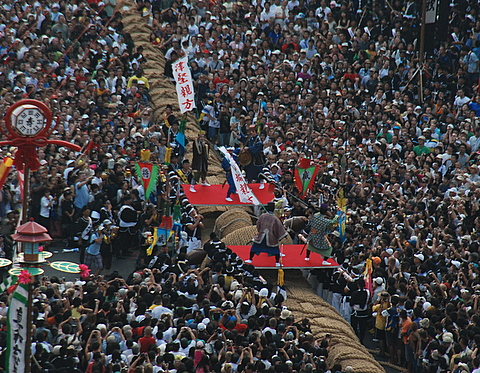
Festival de Naha em outubro de 2008

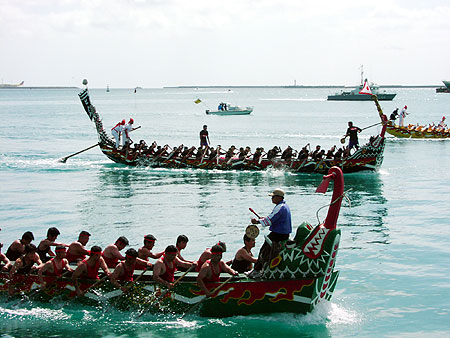
Hara Hari, evento de barcos-dragão

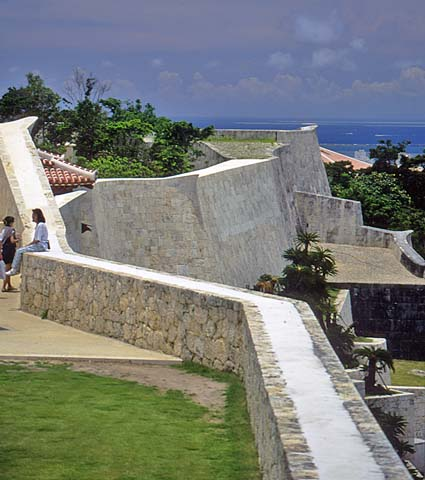
Muralhas do Castelo de Shuri em Naha

### Religião
A Catedral do Imaculado Coração de Maria (Igreja Kainan) é a sé episcopal da Diocese Católica Romana de Naha.

### Festivais
- Hara Hari, em maio[22]
- Festival de Naha, em outubro[23]
- Cabo-de-guerra de Naha[24]

### Atrações turísticas
O restaurado e reconstruído Castelo de Shuri, o antigo palácio real do Reino de Ryūkyū, é um dos mais famosos gusuku (castelo Okinawano) e um dos mais importantes locais históricos de Naha. O palácio, e uma série de túneis embaixo dele, foram usados como um importo posto de comando pelos militares Japoneses durante a Segunda Guerra Mundial, e o castelo foi quase completamente destruído em 1945 após ataques Norte-americanos. Após a guerra, a Universidade dos Ryūkyūs foi construída no local. Hoje, o Castelo de Shuri se encontra reconstruído, incluindo o famoso Shureimon, seu portal principal, e está registrado, junto com vários outros gusuku e locais históricos e sagrados Okinawanos como Patrimônio Mundial da UNESCO.
O Lago Man, coberto com mangue nos limites da cidade de Tomigusuku, está listado na lista de zonas úmidas Ramsar.

### Artes marciais
Naha-te, (mão de Naha), chamado de Nawate por Gichin Funakoshi, é um tipo de arte marcial indígena desenvolvido em Naha. Seus estilos sucessores são o Gōjū-ryū, Uechi-ryū, Ryūei-ryū, e Tōon-ryū.

## Cidades-irmãs
Naha é geminada com:
| - Fuzhou, China - Honolulu, Estados Unidos - Kawasaki, Japão | - Nichinan, Japão - São Vicente, Brasil - São Paulo, Brasil |